# Pedicularis amoeniflora
Pedicularis amoeniflora är en snyltrotsväxtart som beskrevs av Aleksei Ivanovich Vvedensky. Pedicularis amoeniflora ingår i släktet spiror, och familjen snyltrotsväxter. Inga underarter finns listade i Catalogue of Life.